# Lymantria marginalis
Lymantria marginalis är en fjärilsart som beskrevs av Walker 1862. Lymantria marginalis ingår i släktet Lymantria och familjen tofsspinnare. Inga underarter finns listade i Catalogue of Life.